# ヨゼフ・オドロジル
ヨゼフ・オドロジル（Josef Odložil、1938年11月11日 - 1993年9月10日）は、チェコスロバキア（チェコ）の陸上競技選手。1964年東京オリンピックの銀メダリストである。

## 経歴
オドロジルは18歳のとき、オロモウツにあるクラブで陸上を始めた。その後兵役中はスロバキアのコシツェで、1961年からはプラハでトレーニングを積む。1960年代には何度も国内大会で勝利を上げる。
国際大会においては、1962年に初めて出場したヨーロッパ選手権では800mで準決勝で敗退するが、1964年東京オリンピックでは、1500mに出場。レースはニュージーランドのピーター・スネルが楽勝したが、オドロジルは、スネルの同僚のジョン・デービースと3分39秒6の同タイムながら銀メダルを獲得した。
オドロジルは、1965年に2000mで5分01秒2の世界新記録を樹立。1966年のヨーロッパ選手権では予選敗退するが、翌年のヨーロッパ室内選手権の1500mでは銀メダルを手にした。1968年メキシコシティーオリンピックの1500mにも出場。しかし、8位という結果に終わった。その後、1969年に現役を引退する。
オドロジルは、メキシコオリンピックの大会中、チェコスロバキア女子体操選手で、東京、メキシコの2大会で7個の金メダルを獲得したベラ・チャスラフスカと結婚し、注目を浴びた。チャスラフスカとの間に息子（マルチン）が誕生するもその後離婚。オドロジルは後に再婚し、その妻との間に娘と息子を授かる。
ところが、オドロジルは、1993年に、自らの息子のマルチンと口論の末殺されるという悲劇に遭いこの世を去った。

## 主な実績
| 年   | 大会                     | 場所                     | 種目  | 結果 | 記録     |
| ---- | ------------------------ | ------------------------ | ----- | ---- | -------- |
| 1964 | オリンピック             | 東京(日本)               | 1500m | 2位  | 3分39秒6 |
| 1967 | ヨーロッパ室内陸上選手権 | プラハ(チェコスロバキア) | 1500m | 2位  | 3分49秒6 |
| 1968 | オリンピック             | メキシコシティ(メキシコ) | 1500m | 8位  | 3分48秒6 |